# Katy Jurado
Katy Jurado, geboren als María Cristina Estela Marcela Jurado García, (Guadalajara (Jalisco), 16 januari 1924 – Cuernavaca, 5 juli 2002) was een Mexicaanse actrice.

## Leven en werk
Jurado maakte haar Mexicaans filmdebuut in 1943 in No matarás. Ze werd ontdekt door westerncineast Budd Boetticher. Zijn drama Bullfighter and the Lady (1951) werd haar Hollywooddebuut. Vanaf dan was haar Amerikaanse carrière gelanceerd. In 1952 speelde ze naast Grace Kelly en Gary Cooper in High Noon. Een jaar later speelde ze de hoofdrol in El bruto naast Pedro Armendáriz. Ook in de jaren 60, 70 en 80 had ze nog enkele grote rollen, onder meer naast Elvis Presley in de komische western Stay Away, Joe en in films van Sam Peckinpah en John Huston. Haar laatste rol speelde ze in 2002 in de Mexicaanse film Un secreto de Esperanza.
Ze was tweemaal gehuwd. Haar eerste man was de Mexicaanse acteur Victor Velázquez met wie ze twee kinderen kreeg, Sandra en Victor. In 1959 hertrouwde ze met acteur Ernest Borgnine met wie ze in verscheidene films samenspeelde. Jurado had ook verhoudingen met onder meer John Wayne, Budd Boetticher en Tyrone Power.
Jurado overleed in 2002 op 78-jarige leeftijd aan nierfalen en een ademhalingsziekte. 

## Filmografie (selectie)
- Bullfighter and the Lady (Budd Boetticher), 1951
- High Noon (Fred Zinnemann), 1952
- El bruto (Luis Buñuel), 1953
- Broken Lance (Edward Dmytryk), 1954
- The Racers (Henry Hathaway), 1955
- Trial (Mark Robson), 1955
- Trapeze (Carol Reed), 1956
- One-Eyed Jacks (Marlon Brando), 1961
- Barabbas (Richard Fleischer), 1961
- Pat Garrett and Billy the Kid (Sam Peckinpah), 1973
- Under the Volcano (John Huston), 1984